# The Dawning of Mournful Hymns
The Dawning of Mournful Hymns raccoglie demo e promo del gruppo funeral doom metal australiano Mournful Congregation.

## Tracce

### CD 1
- Weeping (settembre 1994):

1. Fading Light of a Dying Sun – 11:45
2. Astralic Dreams – 10:06
3. Weeping – 2:47
4. Suffer the Storms – 9:17

- An Epic Dream of Desire (ottobre 1995):

1. Heads Bowed – 12:32
2. Miriam – 2:57
3. An Epic Dream of Desire – 15:43

### CD 2
- Tears from a Grieving Heart (registrato tra il 1997 e il 1998, mixato nel mese di luglio del 2001):

1. Skyward Gaze, Earthward Touch – 9:41
2. Rememberance of the Transcending Moon – 11:41
3. Empirical Choirs – 7:26
4. Tears From a Grieving Heart – 10:02
5. Opal of the Stream Beneath the Hills – 13:02
6. Elemental – 00:53

- The Epitome of Gods and Men Alike (2000):

1. The Epitome of Gods and Men Alike – 8:23